# GA technologies
株式会社GA technologies（ジーエーテクノロジーズ）は、AIを活用した投資用不動産などの総合プラットフォームを開発・運営する会社である。

## 概要
2013年3月12日に代表取締役の樋口龍ら3人が株式会社Global GA（グローバル・ジーエー）を設立し、2016年7月に現在の社名へ変更する。
2017年6月に大阪支社をブリーゼタワー、2018年5月に名古屋営業所を名古屋ルーセントタワー、それぞれを開設する。2018年8月に東京都渋谷区神宮前のWeWork Icebergに、ReTech（不動産テック）を含めたX-Tech領域のオープンイノベーションを促進する拠点「GA X-Tech BASE」（ジーエー・クロステック・ベース）を開設した。7月25日に東証マザーズへ上場する。9月に川崎フロンターレとスポンサー契約を締結する。
2019年2月に東京本社を移転し、現在は住友不動産六本木グランドタワーに入居する。

## 沿革
- 2013年（平成25年）
  - 3月 - 株式会社Global GA（現：株式会社GA technologies）を設立。
  - 4月 - 宅地建物取引業免許取得。
- 2014年（平成26年）2月 - 恵比寿プライムスクエアに移転。
- 2015年（平成27年）10月 - 年間売上高30億円を達成。
- 2016年（平成28年）
  - 7月 - 社名を株式会社GA technologiesに変更。首都大学東京と人工知能の共同研究を開始。
  - 8月 - 一般建設業許可取得。第三者割当により資本金を1億円に増資。
- 2017年（平成29年）6月 - 大阪支社開設。
- 2018年（平成30年）
  - 2月 - 不動産投資家向けアプリをリリース。
  - 3月 - 中古不動産ポータルサービスをリリース。ベトナムオフショア開発拠点を新設。
  - 5月 - 名古屋ルーセントタワーに名古屋支社開設。小規模不動産特定共同事業者に登録完了。
  - 7月 - オンライン完結型中古不動産のクラウドファンディングの提供を開始。
  - 7月25日 - 東京証券取引所マザーズ市場に上場。
  - 8月 - WeWork IcebergにGA X-Tech BASEを開設。SBJ銀行とFinTech領域での業務提携を締結。不動産広告の自動読み取りに関する特許申請。
  - 9月 - リーガル賃貸保証株式会社の株式取得し子会社化。イタンジ株式会社の株式取得及び簡易株式交換をし子会社化。川崎フロンターレとのスポンサー契約を締結。Blockchain Strategy Center立ち上げ。同時にInsur Tech Center立ち上げ。
  - 10月 - GA Fundの組成に関する検討を開始。
  - 11月 - 貸金業や第二種金融商品取引業、投資運用業をRenosy Finance株式会社を設立。
- 2019年（平成31年 / 令和元年）
  - 2月 - 東京本社を住友不動産六本木グランドタワーに移転。SBI証券及びSBIマネープラザと業務提携を締結[5]。RENOSY INSIGHTをOWNR by RENOSYにリニューアル。
  - 4月 - オンライン融資申込・審査手続システム「Mortgage Gateway」の提供開始。
  - 5月 - 中古マンション売却サービス「RENOSY SELL」の提供開始。
  - 6月 - RENOSY STAND SHIBUYAをオープン。
  - 6月 - Fukuoka Sales Branch（福岡営業所）の開設。
  - 9月 - イエスリノベーション株式会社の完全子会社化。
  - 12月 - 賃貸マンション・アパートの空き家対策に特化したリノベーションサービス「RENOSY ASSET 収益物件リノベーション」のサービス提供開始。
  - 12月 - 株式会社RENOSY Xを設立。
- 2020年（令和2年）
  - 1月 - 株式会社Modern Standardの完全子会社化。
  - 6月 - サイモンフレーザー大学とConTech領域における共同研究を開始。Beike Investment Holdingsとサービス提携を開始。
  - 8月 - 経済産業省・東京証券取引所が選ぶ「DX銘柄2020」に選出。
  - 9月 - 中華圏最大の日本不動産プラットフォーム「神居秒算」事業を取得。
  - 10月 - 2020年度グッドデザイン賞に不動産投資サービス「RENOSY ASSET」が選出。
  - 12月 - 「Modern Standard」と「RENOSY」を統合して「RENOSY」としてサービス提供開始。
- 2021年（令和3年）
  - 1月 - スポーツエールカンパニー、東京都スポーツ推進企業に認定
  - 2月 - データドリブンなオフィス設計「RENOSY WORK」を提供開始
  - 2月 - 「働きがいのある会社ランキング」でベストカンパニー受賞
  - 5月 -  経済産業省が定めるDX認定制度に基づき「DX認定事業者」の認定を取得
  - 6月 -  株式会社パートナーズを完全子会社化
  - 6月 -  経済産業省・東京証券取引所が選ぶ「DX銘柄2021」に選定
- 2022年（令和4年）
  - 3月 - 株式会社リコルディを子会社化
  - 5月 - DLホールディングス株式会社を子会社化
  - 6月 - 経済産業省・東京証券取引所が選ぶ「DX銘柄2022」に選定

## 主なサービス
- RENOSY（リノシー） - AIを活用した中古不動産流通の総合プラットフォーム。
- RENOSY Magazine（リノシーマガジン） - RENOSY（リノシー）が提供する住まい・不動産投資に関するお役立ち情報サイト。
- OWNR by RENOSY（オーナーバイリノシー） - 不動産オーナーの資産管理アプリ。

## 子会社・関連会社
2022年9月27日時点
- イタンジ株式会社
- 株式会社RENOSY PLUS
- 株式会社RENOSY FINANCE
- 株式会社RENOSY X
- 株式会社RENOSY ASSET MANAGEMENT
- 株式会社神居秒算
- 积爱科技（上海）有限公司
- 株式会社パートナーズ
- 株式会社リコルディ
- GA technologies (Thailand) Co., Ltd.
- RENOSY (Thailand) Co., Ltd.
- DLホールディングス株式会社

## 登録免許
2022年9月27日時点
- 宅地建物取引業免許 国土交通大臣 (1) 第9135号
- 建設業許可 東京都知事（般-29）第145636号
- 建設業 東京都知事（特-2）第145636号
- 小規模不動産特定共同事業者（東京都知事(1)第1号）
- マンション管理業登録 国土交通大臣 (1) 第034425号

## 加盟団体
2022年9月27日時点
- 一般社団法人人工知能学会
- 一般社団法人リノベーション協議会
- 公益社団法人全日本不動産協会
- 公益社団法人不動産保証協会
- 公益財団法人日本賃貸住宅管理協会
- 新しい都市環境を考える会
- DX不動産推進協会
- 一般社団法人 日本コンピュータセキュリティインシデント対応チーム協議会